# Spiranthes romanzoffiana
Spiranthes romanzoffiana là một loài lan. Được sưu tầm bởi Chamisso trong cuộc thám hiểm Romanzov loài này đã được ông này mô tả vào năm 1828 và được đặt tên theo bá tước Nikolay Rumyantsev người tài trợ cho nó.
Đây là loài bản địa Bắc Mỹ và quần đảo Anh.

## Hình ảnh

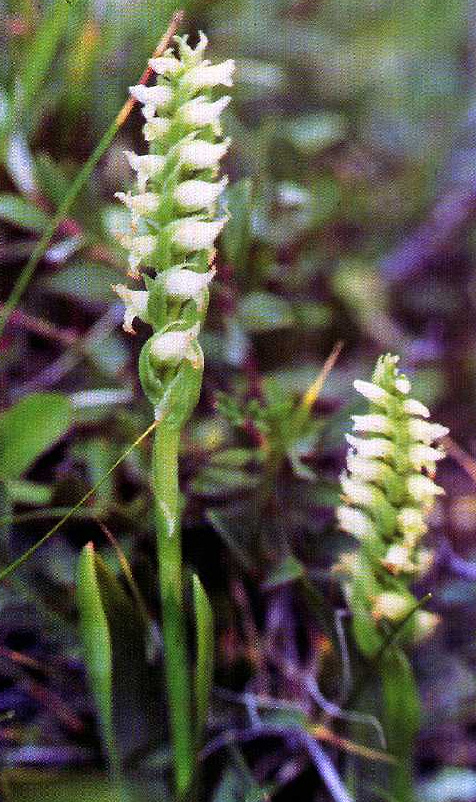
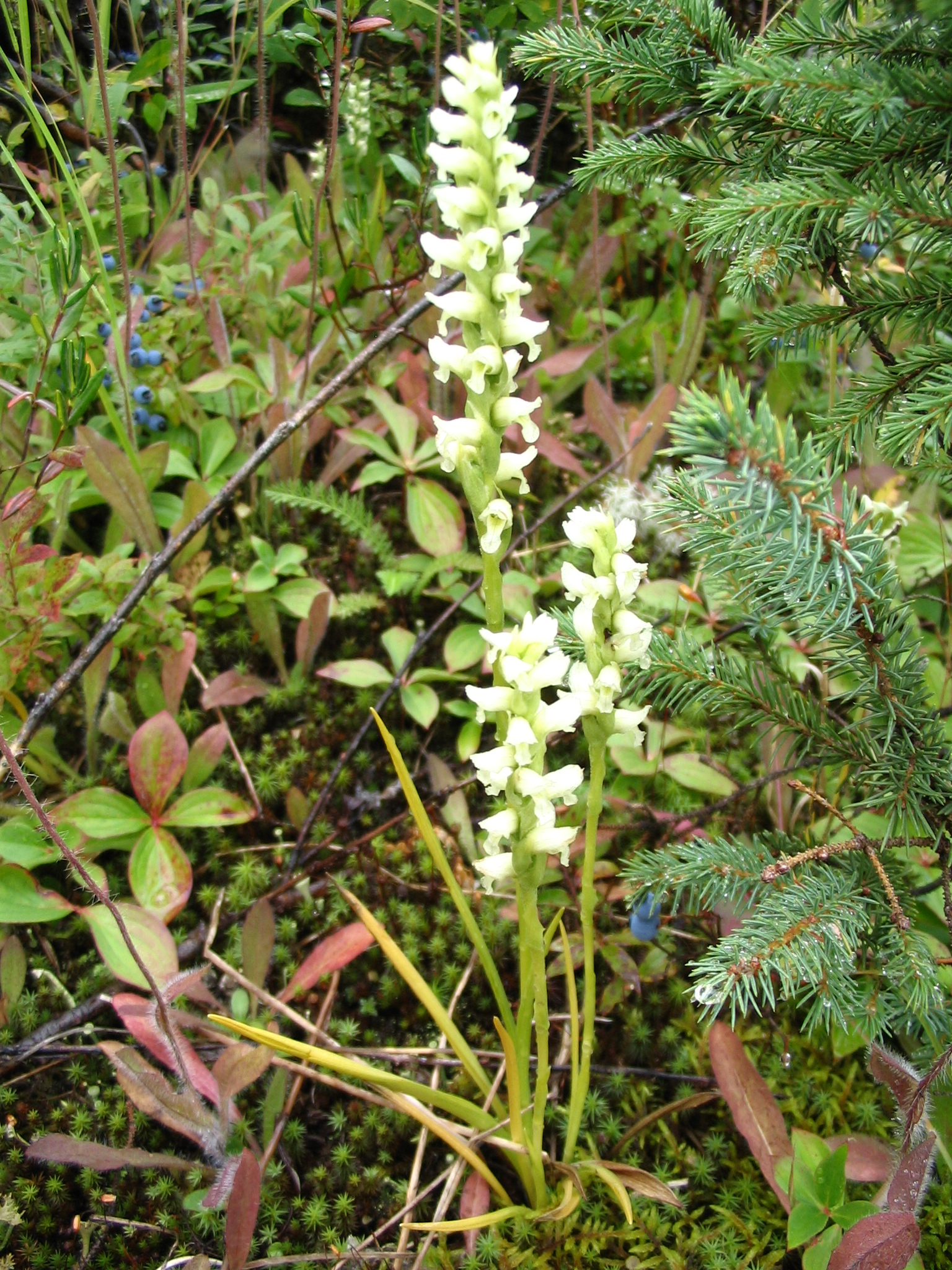
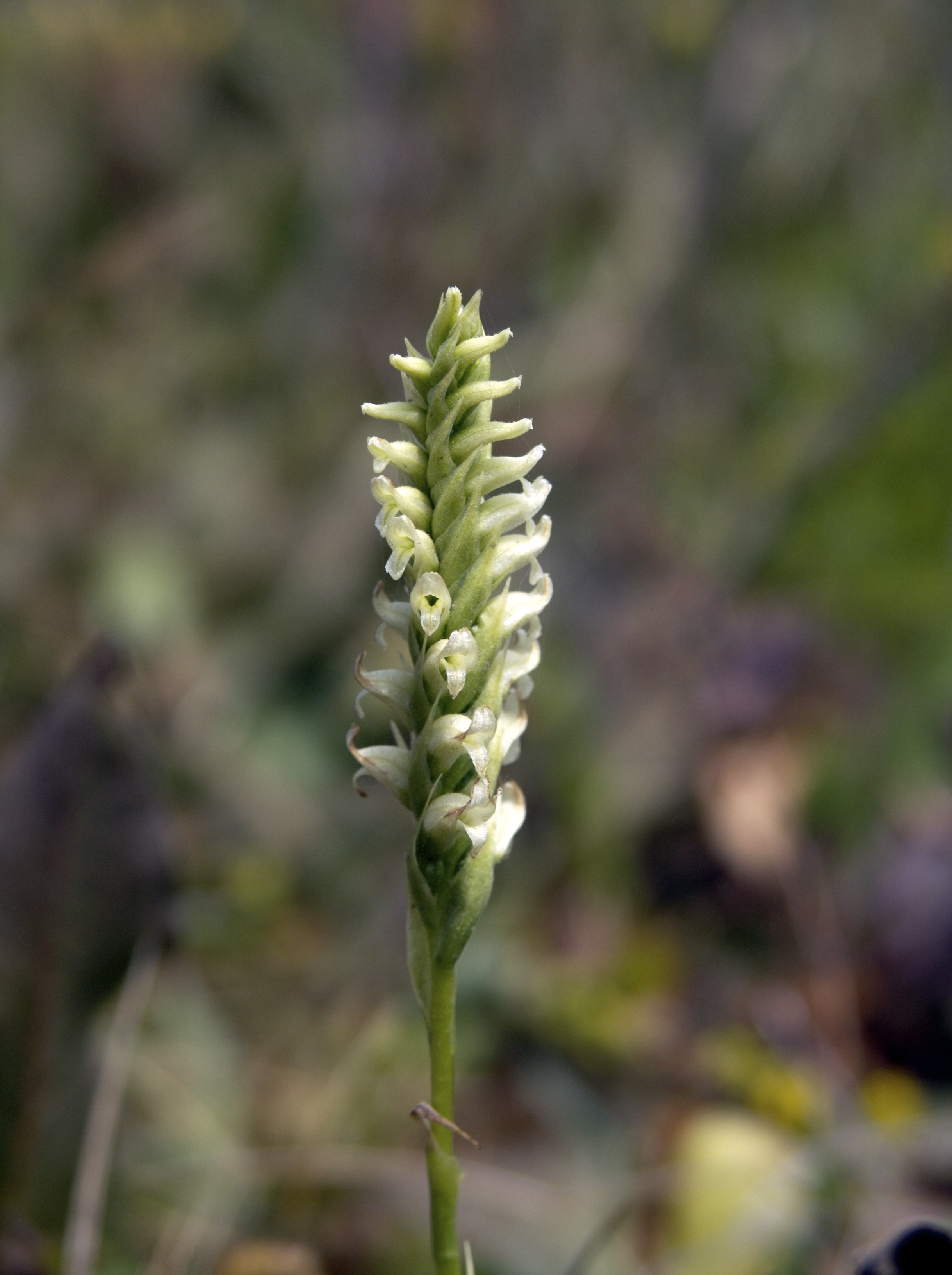
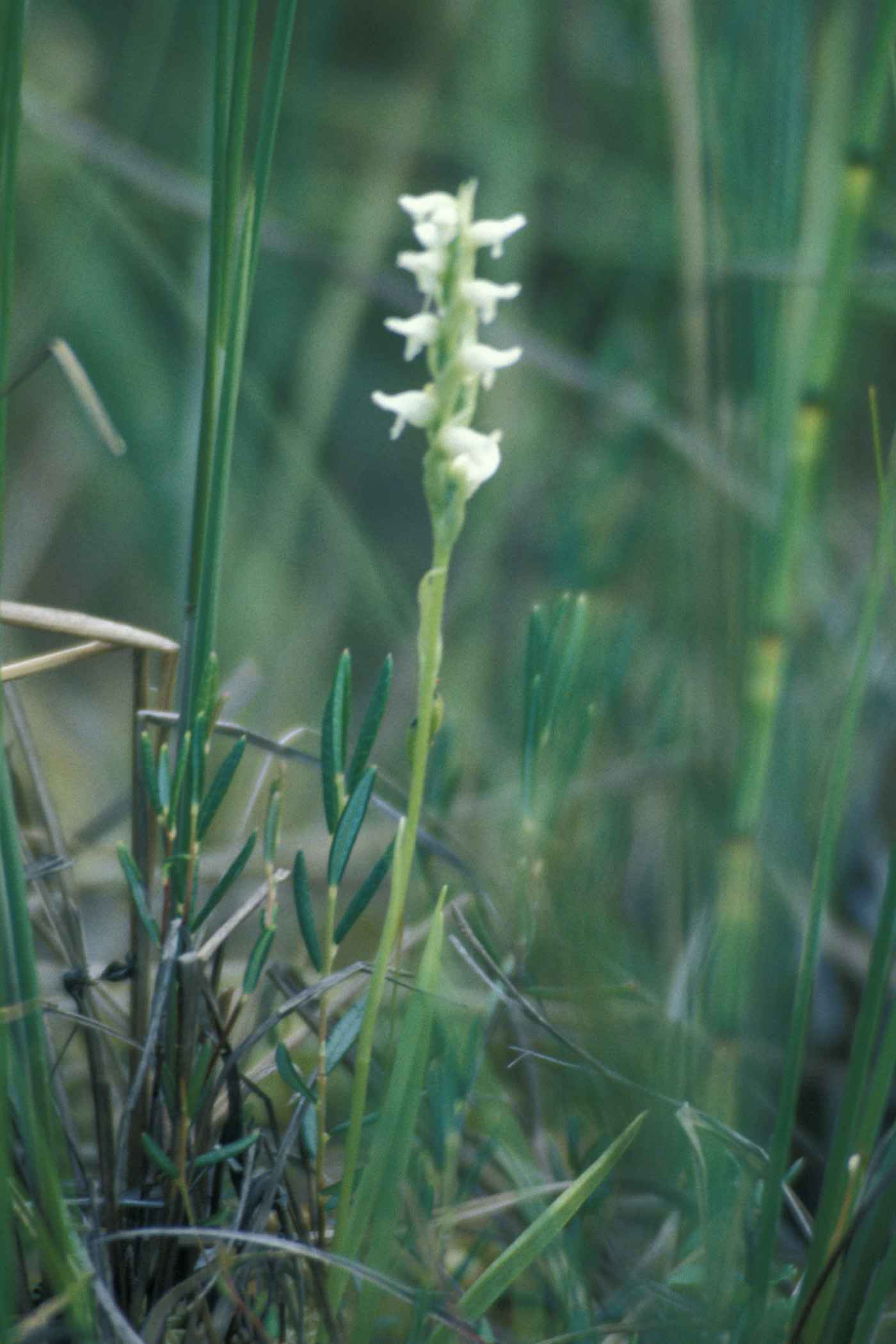